# Lucien Revelly
Lucien Revelly (* 3. Januar 1906 in Paris; † 11. April 1984 in Toulon) war ein französischer Radrennfahrer und nationaler Meister im Radsport.

## Sportliche Laufbahn
Revelly war im Bahnradsport, speziell im Bahnsprint, aktiv. 1925 gewann er die nationale Meisterschaft im Sprint der Amateure vor Léon Galvaing. Den Grand Prix de Paris der Amateure gewann er 1925 vor Léon Galvaing. 1926 siegte er im Grand Prix Cyclo-Sport, einem Sprintturnier, das die gleichnamige Zeitung ausrichtete. 1927 leistete er seinen Militärdienst und gewann die französische Militärmeisterschaft im Sprint. Weitere Siege in Sprintturnieren holte er im Prix du Comité 1925, im Prix Claude Picquart und im Prix Maurice Quentin 1927. 1927 gewann er die französische Wintermeisterschaft in seiner Spezialdisziplin.
Nach seiner aktiven Karriere war er als Funktionär im Radsport in der Île-de-France und im Vorstand des französischen Radsportverbandes Fédération Française de Cyclisme (FFC) tätig. 1948 war er Manager der französischen Olympiaradmannschaft in London.